# Butterfly (1982)
Butterfly is een Amerikaanse dramafilm uit 1982. 

## Plot
Goudzoeker Jess Taylor komt weer in contact met zijn dochter die alles doet om een deel van zijn goud in handen te krijgen.

## Ontvangst
De recensies voor de film waren heel erg slecht en de film verloor ook veel geld in de bioscopen.
De film was genomineerd voor tien Razzies en won de prijs voor slechtste mannelijke bijrol (Ed McMahon) en slechtste nieuwe ster (Pia Zadora).
Zadora won ook een Golden Globe  voor beste vrouwelijke nieuwe ster. Dit leidde tot enige controverse toen naar buiten kwam dat haar man stemmende leden van de Globes overvloog naar Las Vegas om haar daar te horen zingen. Dit wordt soms als een van de redenen gezien dat deze categorie een jaar later geheel werd stopgezet.

## Rolverdeling
| Acteur               | Personage            |
| -------------------- | -------------------- |
| Stacy Keach          | Jess Tyler           |
| Pia Zadora           | Kady Tyler           |
| Orson Welles         | Judge Rauch          |
| Lois Nettleton       | Belle Morgan         |
| Edward Albert        | Wash Gillespie       |
| James Franciscus     | Moke Blue            |
| Stuart Whitman       | Reverend Rivers      |
| June Lockhart        | Mrs. Helen Gillespie |
| Ed McMahon           | Mr. Gillespie        |
| Paul Hampton         | Norton               |
| George 'Buck' Flower | Ed                   |